# Азійський клубний чемпіонат 1970
Азійський клубний чемпіонат 1970 — третій розіграш азійського клубного турніру під егідою АФК. В ньому брали участь 7 клубів, з 7 асоціацій. Всі матчі відбулися в Ірані на стадіоні Амжадіех. 

Переможцем турніру став іранський Тадж.

## Формат і учасники
Формат у порівнянні з попереднім розіграшем не змінився. На першому етапі клуби розділялися на дві групи. До плей-оф виходили по дві кращі команди з кожної групи.

### Список учасників
| Груповий турнір     | Груповий турнір       | Груповий турнір           | Груповий турнір |
| ------------------- | --------------------- | ------------------------- | --------------- |
| Хапоель (Тель-Авів) | Вест Бенгал (Колката) | ПСМС Медан (Медан)        | Тадж (Тегеран)  |
| Хоменетмен (Бейрут) | Селангор (Шах-Алам)   | Ройял Таї Поліс (Бангкок) |                 |

## Груповий турнір
Матчі проходили в квітні 1970 року. Всіх учасників турніру було розділено на дві групи. Вони зіграли між собою в одне коло, по два кращі клуби з кожної групи продовжили участь в турнірі. 

За перемогу в матчі клубу нараховувалося 2 очки, за нічию — одне, за поразку — 0.

### Група А
| Клуб       | І | В | Н | П | ГЗ | ГП | О | РГ |
| ---------- | - | - | - | - | -- | -- | - | -- |
| Тадж       | 2 | 2 | 0 | 0 | 6  | 0  | 4 | +6 |
| Хоменетмен | 2 | 1 | 0 | 1 | 4  | 5  | 2 | -1 |
| Селангор   | 2 | 0 | 0 | 2 | 2  | 7  | 0 | -5 |

| квітень 1970 |

| Тадж | 3 – 0 | Хоменетмен |
| ---- | ----- | ---------- |
|      |       |            |

|  |

| квітень 1970 |

| Тадж | 3 – 0 | Селангор |
| ---- | ----- | -------- |
|      |       |          |

|  |

| квітень 1970 |

| Хоменетмен | 4 – 2 | Селангор |
| ---------- | ----- | -------- |
|            |       |          |

|  |

### Група B
| Клуб            | І | В | Н | П | ГЗ | ГП | О | РГ  |
| --------------- | - | - | - | - | -- | -- | - | --- |
| Хапоель         | 3 | 3 | 0 | 0 | 11 | 2  | 6 | +9  |
| ПСМС Медан      | 3 | 2 | 0 | 1 | 6  | 3  | 4 | +3  |
| Вест Бенгал     | 3 | 1 | 0 | 2 | 3  | 5  | 2 | -2  |
| Ройял Таї Поліс | 3 | 0 | 0 | 3 | 1  | 11 | 0 | -10 |

| квітень 1970 |

| Хапоель | 5 – 0 | Ройял Таї Поліс |
| ------- | ----- | --------------- |
|         |       |                 |

|  |

| квітень 1970 |

| ПСМС Медан | 1 – 0 | Вест Бенгал |
| ---------- | ----- | ----------- |
|            |       |             |

|  |

| квітень 1970 |

| Хапоель | 3 – 1 | Вест Бенгал |
| ------- | ----- | ----------- |
|         |       |             |

|  |

| квітень 1970 |

| ПСМС Медан | 4 – 0 | Ройял Таї Поліс |
| ---------- | ----- | --------------- |
|            |       |                 |

|  |

| квітень 1970 |

| Хапоель | 3 – 1 | ПСМС Медан |
| ------- | ----- | ---------- |
|         |       |            |

|  |

| квітень 1970 |

| Вест Бенгал | 2 – 1 | Ройял Таї Поліс |
| ----------- | ----- | --------------- |
|             |       |                 |

|  |

## Плей-оф

### 1/2 фіналу
Матчі відбулися в квітні 1970 року.
| Команда 1 | Рахунок | Команда 2  |
| --------- | ------- | ---------- |
| Хапоель   | +:-1    | Хоменетмен |
| Тадж      | 2:0     | ПСМС Медан |

1 - Хоменетмен відмовився вийти на поле з політичних мотивів, ліванцям було присуджено технічну поразку.

### Матч за 3 місце
Матчі вібулися в квітні 1970 року.
| Команда 1  | Рахунок | Команда 2  |
| ---------- | ------- | ---------- |
| Хоменетмен | 1:0     | ПСМС Медан |

### Фінал
Матчі вібувся 10 квітня 1970 року. Іранці здобули перемогу в додатковий час.
| Команда 1 | Рахунок | Команда 2 |
| --------- | ------- | --------- |
| Тадж      | 2:1     | Хапоель   |

## Переможець
| Азійський клубний чемпіонат 1970 Переможець |
| ------------------------------------------- |
|                                             |
| Тадж Перший титул                           |